# 帰ってきたボク・ダンジ
- 韓国のテレビドラマ > 文化放送 (韓国)のテレビドラマ > 帰ってきたボク・ダンジ

「帰ってきたボク・ダンジ」は、2017年5月15日から2017年11月24日まで韓国で放映されたMBCの連続帯ドラマ（イルイルドラマ）。邦題は「棘と蜜」。

## あらすじ
主人公のダンジの周りで起こる愉快な話を交えたサスペンスドラマ。庶民層出身の女性ダンジは、思いを寄せていたミンギュと結婚したが、ミンギュにとっては深い恋仲だったジェシングループの令嬢のソジンを母・へスクの反対で捨てる犠牲を伴った。ソジンは息子ソンヒョンおよびダンジの娘のヘッサルを通じてミンギュと再会したが、その矢先ミンギュは事故で死んでしまう。夫を失ったダンジはジェシンによるスキャンダル記事で貶められ、ダンジは潜伏を余儀なくされる。1年後姿を現したダンジは、検察出身でジェシングループの娘婿となりながら、ジェシングループから追い落とされて『白馬から離れた王子』になったソジンの元夫のジョンウクに会い、ジェシンのライバルのAGグループの会長ギョンスの支持も取り付け、ジョンウクと共にソジン母子への復讐を進める。娘とオ・ミンギュとの交際を認めず、加えてかつての娘婿やダンジと敵対するへスクには、夫や実息にも語れなかった秘められた過去があった。

## キャスト

### 主要人物
- ボク・ダンジ：カン・ソンヨン
- ハン・ジョンウク：コ・セウォン
- パク・ソジン：ソン・ソンミ
- オ・ミンギュ：イ・ピルモ

### ダンジの家族
- オ・ハクボン（ミンギュの父、ダンジの舅）：パク・インファン
- ボク・ダルソク（ダンジの叔母）：キム・ナウン
- ファン・グムボン（ダルソクの夫）：カン・ソンジン
- シン・イェウォン／シン・ユジン（ダンジの義妹）：チン・イェソル
- オ・ヘッサル（ダンジとミンギュの娘）：コ・ナヒ
- ファン・ソンイ（ダルソクの娘）：パク・ボム

### ジョンウクの家族
- パク・ミオク（ジョンウクの母）：ソンウ・ウンスク
- ハン・ソンヒョン（ソジンの息子）：ソン・ジュニ

### ソジンの家族
- パク・テジュン（ジェシングループの総帥）：イ・ジョンギル
- ウン・へスク（テジュンの後妻）：イ・ヘスク
- パク・ジェジン（テジュンの長男、テジュンと先妻の息子）：イ・ヒョンチョル
- ホン・ラニョン（ジェシンの妻）：コ・ウンミ
- パク・ジェヨン（テジュンの次男、へスクの実息）：キム・キョンナム／キム・ギョンナム

### その他の人物
- チェ・イン（パク家の秘書）：チェ・デフン
- シン・ファヨン（女優。後にジェジンの後妻になる）：イ・ジュウ
- シン・ギョンス（AGグループの会長）：イ・ジュソク
- ソン・ウジン（へスクと恋仲だった男）：ダヒ・ジョン／チョン・ダヒ
- キム・ピルスン（ウジンの母）：パク・スンテ

### 特別出演
- ニュース・アンカー：ジョンダフイ
- カラオケのマスター：キム・インスン (Insooni)

## 放送休止の理由と延長と連続放送
- 2017年5月26日：MBCスポーツ2017 FIFA U-20ワールドカップコリア大韓民国VSイングランド中継放送のために放送休止
- 2017年5月30日：MBCスポーツ2017 FIFA U-20ワールドカップコリア大韓民国VSポルトガル中継放送のために放送休止
- 2017年5月31日：地上UHDカ国共同祝賀ショー - ユヘブ語ドリームU Have a Dream放送編成により放送休止
- 2017年8月15日：光復72周年、2017 DMZ平和コンサート特集録画番組編成により放送休止
- 2017年8月31日〜2017年9月8日：MBC労組ゼネストとソン・ソンミ夫上の余波により、放送休止
- 2017年10月18日：MBCスポーツ2017年KBOリーグプレーオフ第2戦NCダイノースVS斗山ベアーズ中継放送のために放送休止
- 2017年10月25日：MBCスポーツ2017年KBOリーグ韓国シリーズ第1戦斗山ベアーズVS KIAタイガーズ中継放送のために放送休止
- 2017年10月26日〜2017年11月1日：MBC労組ゼネストにより放送休止
- 2017年11月16日：MBCスポーツ2017、アジアのプロ野球チャンピオンシップ大韓民国VS日本の中継放送のために放送休止
- 2017年11月22日：午後6時35分から2回連続放送（119回、120回）
- 帰ってきた福だけ放映分が120部作で2回延長されて、122部作で変更と確定した。

## 受賞
- 2017年MBC演技大賞連続ドラマの男性最優秀演技賞コ・セウォン
- 2017年MBC演技大賞連続ドラマの女性優秀演技賞ソン・ソンミ
- 2017年第25回大韓民国文化芸能大賞ドラマ部門男最優秀演技賞イピルモ

## 注意
- 間接広告商品に露骨に広告効果を与えた理由のせいなのか、放送通信審議委員会から「警告」措置を受けた。

## 日本での放送
- 2018年1月〜3月にCS放送ホームドラマチャンネルで原題のまま放送。
- その後、邦題の『棘と蜜』で、BS11やチバテレ、TOKYO MX、ぎふチャン、びわ湖放送で放送された。